# Di-ethylsulfide
Di-ethylsulfide is een organische zwavelverbinding (thio-ether), met als brutoformule C4H10S. De stof komt voor als een licht ontvlambare kleurloze vloeistof met een indringende lookachtige geur, die onoplosbaar is in water. Het wordt hoofdzakelijk gebruikt als oplosmiddel. De damp van di-ethylsulfide vormt met lucht een explosief mengsel.

## Synthese
Di-ethylsulfide wordt bereid door ethanol en geconcentreerd zwavelzuur met elkaar te laten reageren. Vervolgens wordt dit mengsel gedeeltelijk geneutraliseerd met natriumcarbonaat. Het ontstane natriumethylsulfaat wordt gedestilleerd in een oplossing van kaliumsulfide of magnesiumsulfide.
Di-ethylsulfide ontstaat ook als bijproduct tijdens de synthese van ethaanthiol door de katalytische reactie van etheen met waterstofsulfide:
{\displaystyle {\ce {2CH2=CH2 + H2S -> (C2H5)2S}}}